# Piper rhytidocarpum
Piper rhytidocarpum är en pepparväxtart som beskrevs av Joseph Dalton Hooker. Piper rhytidocarpum ingår i släktet Piper och familjen pepparväxter. Inga underarter finns listade i Catalogue of Life.